# SEAT IBL
SEAT IBL – samochód koncepcyjny marki SEAT zaprezentowany podczas Międzynarodowego Salonu Samochodowego we Frankfurcie w 2011 roku. 

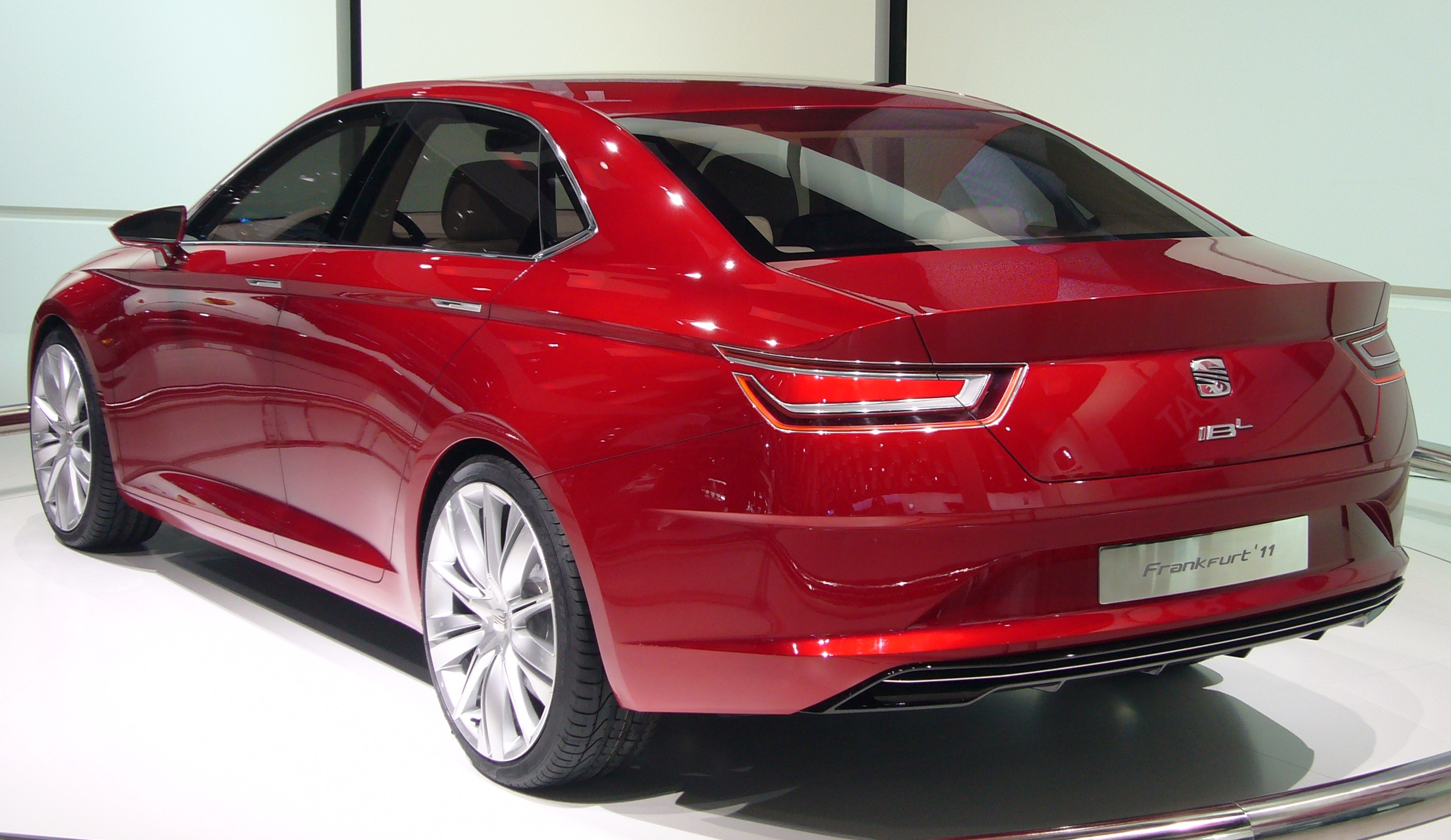
Tył SEATA IBL

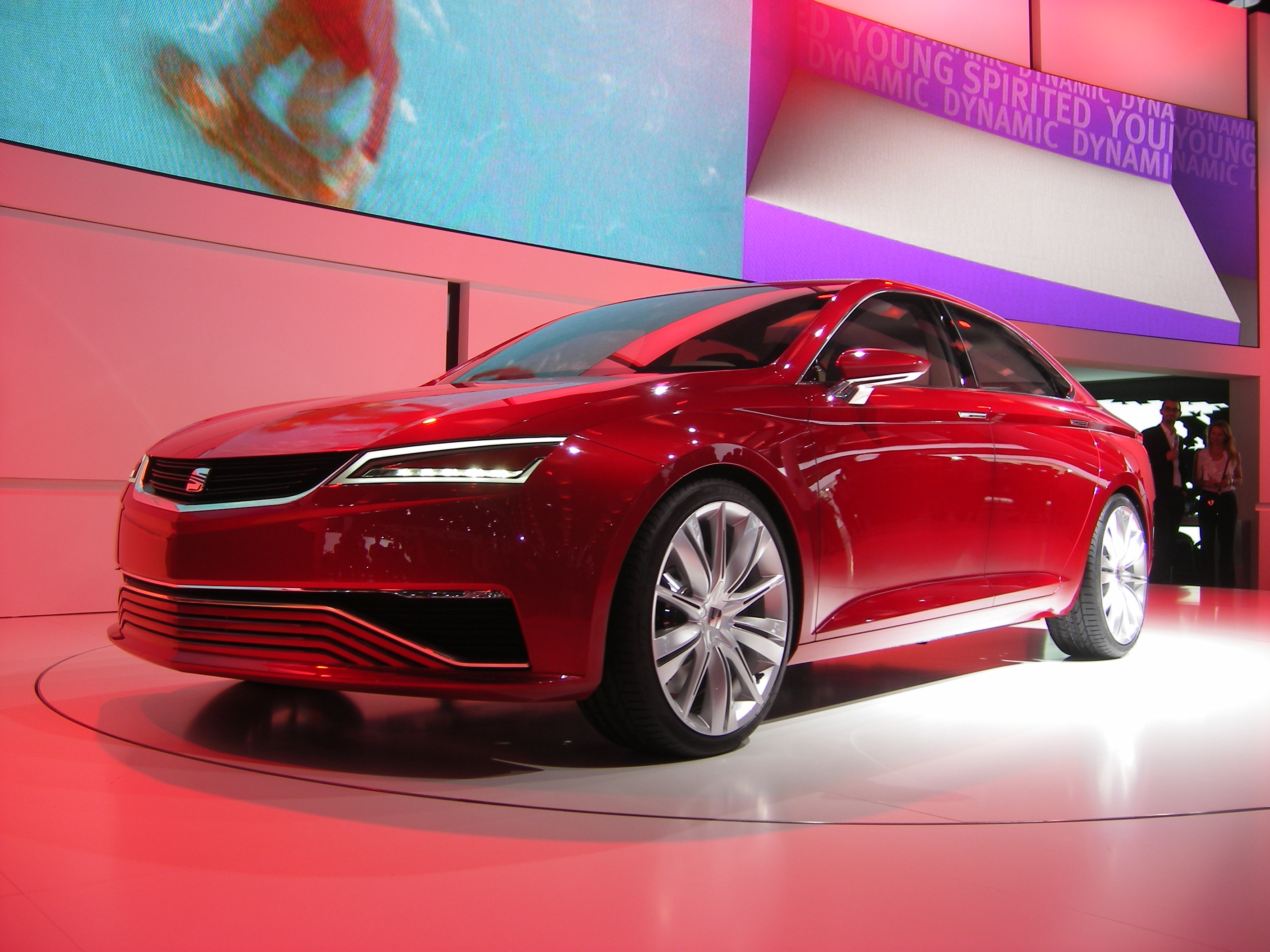
SEAT IBL

Auto cechowało się charakterystyczną dynamiczną stylistykę SEAT-a, która zapoczątkowana została modelem IBE. Pojazd wyposażony został w reflektory LEDowe w kształcie odwróconej w prawo litery "v", szeroki i płaski grill, dolne wloty powietrza oraz elektryczną deskę rozdzielczą. Model osadzono na 20-calowych kołach. Linia dachu nawiązuje do czterodrzwiowego coupe. Pojazd oparto na podwoziu Audi A4. Bok pojazdu nawiązuje do Alfy Romeo 159.  
Samochód napędzany jest silnikiem hybrydowym z możliwością ładowania akumulatorów z domowej sieci energetycznej. Auto nigdy nie wejdzie do produkcji, jednak szef Działu Projektowania Seata - Alejandro Mesonero-Romanos powiedział – W IBL wykorzystano unikatowe stylistyczne DNA, którego cechy można będzie odnaleźć w przyszłych generacjach pojazdów marki Seat. IBL to z pewnością nie tylko kolejny sedan. Tak według Seata powinien prezentować się wybitnie sportowy czterodrzwiowy model.
We wnętrzu jasnoczarnego auta nie przesadzono z deską rozdzielczą - jest łatwa i czytelna. Zegary pokryte w całości szybą rozłożono na dwie części (trzy przed oczami kierowcy i trzy na środku deski rozdzielczej), w tym na wyświetlacz, który kierowca może dostosować pod siebie m.in. przesuwając zegary oraz format na analogowych lub cyfrowy.
Kierowca może wybrać tryb jazdy: Travel (spokojna podróż), Sport (dynamika jazdy) oraz Effciency (oszczędność paliwa).